# قيادة القوات الخاصة اللبنانية
قيادة القوات الخاصة اللبنانية هي قيادة العمليات الخاصة المشتركة للقوات المسلحة اللبنانية التي تضم وحدات النخبة اللبنانية وتعتبر القيادة جزء من الجيش اللبناني.
تعتبر القوات الخاصة اللبنانية هي النخبة في الجيش اللبناني، افراد هذه القوات أو الافواج يخضعون لأنظمة تدريب صارمة، حيث يتوجب عليه ان يكون في ذروة الحالة البدنية والعقلية قبل انضمامه لمثل هكذا نوع من الوحدات العسكرية. وتنقسم هذه الوحدات العسكرية إلى افواج، وهي:
- فوج مغاوير البحر (قوات البحرية)
- فوج المغاوير
- فوج المجوقل المحمول جوا
- فرع المكافحة التابع مباشرة لمخابرات الجيش

## خلفية تاريخية
تم تأسيس القيادة نتيجة للدروس التي تعلمها الجيش في عملية نهر البارد. قادت القوات اللبنانية الخاصة الهجوم على المخيم الذي قتل فيه 169 جنديا وكانوا العمود الفقري في المعركة ومفتاح نجاح الحملة. كان نهر البارد أول مناسبة تمكنت فيها هذه الأفواج من إثبات قدرتها خاصة في عمليات مكافحة الإرهاب الأمر الذي دفع قيادة الجيش اللبناني إلى البدء في التخطيط لتوسيع نطاقها.

## انعقاد
تضم قيادة القوات الخاصة اللبنانية أربعة أفواج قوات خاصة في لبنان:
- فوج كوماندوز البحرية (الأختام البحرية)
- فوج كوماندوز (المعروف أيضا باسم فوج المغاوير)
- الفوج اللبناني المحمول جوا
- فوج مكافحة الإرهاب

## التدريب
لضمان فعالية مثل هذه الوحدات النخبوية، يتم إرسال العديد من افرادها إلى الخارج لدول مثل الولايات المتحدة وبريطانيا وفرنسا لتلقي تدريبات إضافية في المجالات المتخصصة، خصوصا المجالات الغير متوفره لدى الجيش اللبناني. في حين أن التدريب في لبنان يتضمن تحسين اداء الفرد في فن حرب المدن وحرب العصابات. هذا النظام الصارم من التدريب الداخلي الذي يخضع كل كوماندوس لجدول زمني تدريبي يتكون من 20 ساعة في اليوم لمدة 3 أشهر، والذي ينقسم إلى مراحل مختلفة. كل مرحلة تتكون من نوع معين من الحرب مع تكتيكاتها وخططها. حيث ان هذه التكتيكات تشمل ما يلي: التخريب، القنص، تحرير رهائن والعمليات السرية. الجدير بالذكر انه وفي احتفال انتهاء الدورة التدريبية يقوم عناصر المغاوير بقتل واكل الثعابين بالايدي العارية.

## مستقبلاً
في عام 2008، إنشاء الجيش اللبناني [وحدة قيادة العمليات الخاصة] لمجموع وحدات النخبة في الجيش. وهذه تشمل قوات فوج المجوقل، فوج المغاوير، فوج المغاوير البحرية وفوج المكافحة في الاستخبارات العسكريحجم القوة الحالى حوالي 5000 جندي. ومع ذلك فإن الخطة المستقبلية هي بناء قوة بحجم لواءين إلى ثلاثة ألوية.